# حنان اللولو
حنان اللولو (3 فبراير 1967 - 4 يونيو 2025)، ممثلة سورية. اشتهرت في أداء الأدوار الكوميدية.

## عن حياتها
تزوجت بعمر الخامسة عشر وانجبت أبناءها ابن، وفارس وفادي وفاتن وتوفي زوجها بعد فترة قصيرة من الزواج، ما جعلها تعاني من تربية أبناءها وحدها وهي بعمر صغير، وسط حالتها المادية الضعيفة.

### حياتها الفنية
بدأت علاقتها بالعمل الفني بالصدفة البحتة في عام 1999. حيث كانت تمشي مع أبناءها بالشارع وشعرت بالعطش، وقررت الدخول لبيت كان بابه مفتوح بهدف طلب الماء لتتفاجئ بأنه موقع تصوير لمسلسل حينها جلست لتتابع التصوير طلب منها تأدية دورًا صغير بالمسلسل. من بعدها قامت بالمشاركة بالأدوار الصغيرة والكوميدية تحديدًا نظرًا لبدانتها. تعاونت مع الممثل فادي غازي وحققت بعض النجاح معه، لكن هذا التعاون حرمها من المشاركة بأدوار أخرى ظنًا من المنتجين أنها محتكرة لفادي غازي الذي أشاع ذلك.
بسبب المرض ووفاة ابنها البكر ورعايتها لأبناءه، ابتعدت عن العمل الفني قل ظهورها الفني وخسارتها الكبيرة للوزن بسبب المرض. ولكنها قد شاركت بآخر عمل لها ليالي روكسي في شهر رمضان الذي سبق وفاتها.

## وفاتها
عانت من ضعف القلب في أواخر حياتها ثم اصيبت في السرطان، حيث خضعت لعملية لاستئصال جزء من المعدة والأمعاء وشفيت منه. لكنه عاد إليها وخضعت للعلاج الكيميائي. حالتها ساءت ودخلت للعناية المشددة في مستشفى الطلياني في دمشق والذي رحلت فيه في 4 يونيو 2025.

## أعمالها

### في السينما
| سنة الإنتاج | الفيلم     |
| ----------- | ---------- |
| 2017        | طريق النحل |

### من أعمال التلفزيون
| سنة الإنتاج | اسم المسلسل                         |
| ----------- | ----------------------------------- |
| 1999        | دنيا                                |
| 1999        | الفصول الأربعة                      |
| 2000        | أيام اللولو                         |
| 2000        | أسرار المدينة                       |
| 2001        | أنت عمري                            |
| 2001        | سحر الشرق                           |
| 2001        | مبروك                               |
| 2001        | أكشن                                |
| 2001        | 2 في 2                              |
| 2002        | ما في شي                            |
| 2003        | خبز وملح                            |
| 2003        | بنات اكريكوز                        |
| 2004        | عشتار                               |
| 2004        | مرزوق على جميع الجبهات              |
| 2004        | بقعة ضوء - عدة أجزاء                |
| 2005        | خمسة وخميسة                         |
| 2006        | غزلان في غابة الذئاب                |
| 2007        | هارون                               |
| 2007        | كاني وماني حلقة تحت عنوان «سندريلا» |
| 2007        | جرن الشاويش                         |
| 2007        | الليلة الثانية بعد الألف            |
| 2008        | رياح الخماسين                       |
| 2009        | مايا                                |
| 2010        | كل شيء ماشي الجزء الثاني عام 2018   |
| 2010        | شاميات الجزء الثاني عام 2012        |
| 2012        | بناتي حياتي                         |
| 2012        | المفتاح                             |
| 2014        | رجال الحارة                         |
| 2015        | مآسي على قياسي                      |
| 2015        | أبو دزينة                           |
| 2016        | لقطة بغلطة                          |
| 2016        | سليمو وحريمو                        |
| 2016        | خاتون                               |
| 2016        | توب فايف                            |
| 2017        | شباب ستار                           |
| 2017        | جنان نسوان                          |
| 2018        | سايكو                               |
| 2018        | حارة خارج التغطية                   |
| 2019        | كرسي الزعيم                         |
| 2022        | عيلة عالموضة                        |
| 2025        | ليالي روكسي                         |